# 세인트폴카피스테르구

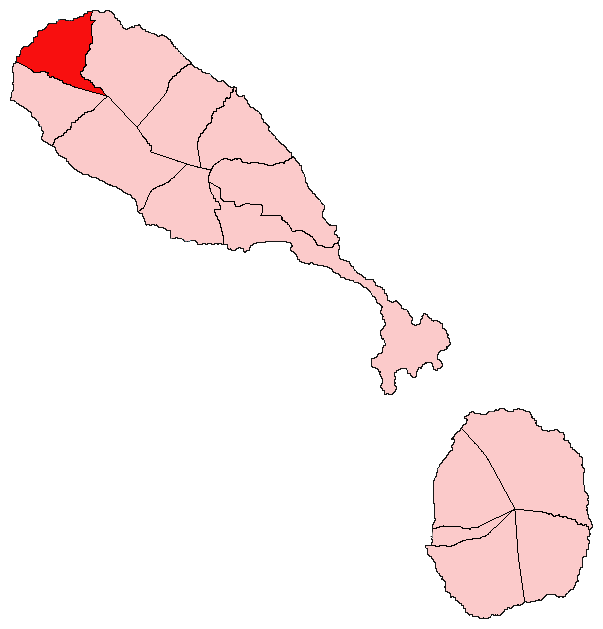
세인트폴카피스테르구의 위치

세인트폴카피스테르구(영어: Saint Paul Capisterre Parish)는 세인트키츠 네비스의 구로 행정 중심지는 세인트폴카피스테르이며 면적은 14km2, 인구는 2,460명(2001년 기준), 인구 밀도는 175.71명/km2이다. 세인트키츠섬 북부에 위치한다.